# Osioł kataloński

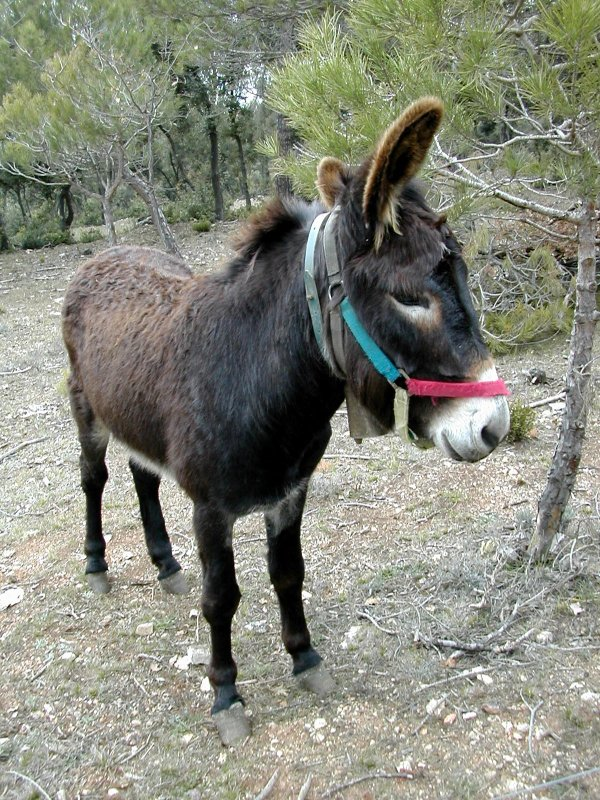
Osioł kataloński

Osioł kataloński (Equus asinus var. catalana) – rasa osła domowego pochodząca z Hiszpanii.
Osły katalońskie charakteryzują się większym wzrostem w porównaniu do swoich krewniaków. Wyróżnia je także dłuższe kasztanowe, rude lub czarne futro. Z uszu wystają długie faliste włosy w różnych barwach, najczęściej kremowe, rzadziej kasztanowe lub czarne.
Ich wysokość w kłębie wynosi około 135–160 cm. Żyją 18–20 lat. Ciąża u klaczy trwa 12 miesięcy.
Osły domowe są zwierzętami gospodarskimi. Są użytkowane jako zwierzęta pociągowe, do noszenia ciężarów oraz do krzyżowania z koniem (muł, osłomuł).

## Jako symbol Katalonii

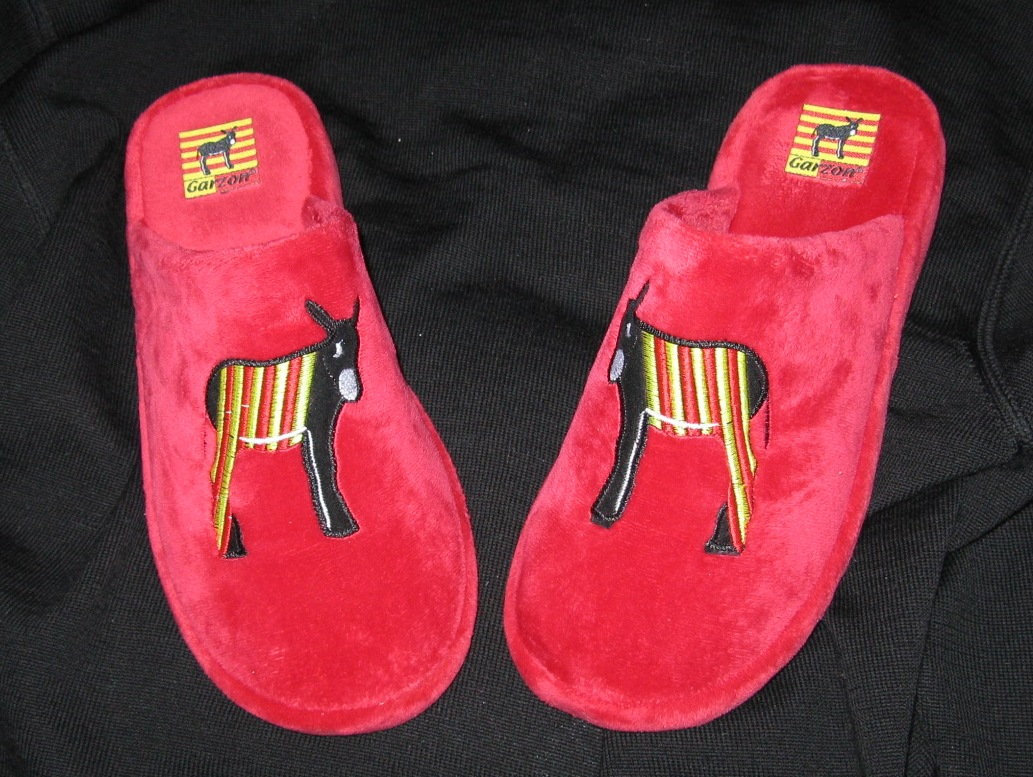
Kapcie ozdobione symbolem osła i barwami Katalonii

Sylwetka osła katalońskiego (katal. ruc català, hiszp. burro catalán) stała się współcześnie nowym symbolem Katalonii. Z jednej strony, jako zwierzę zagrożone wyginięciem, ma symbolizować opiekę, jakiej wymagają do przetrwania kataloński język i kultura. Z drugiej ma uosabiać katalońskie cechy: upór, wytrzymałość i pracowitość. Ma także stanowić przeciwwagę dla sylwetki byka Osborne’a stanowiącej jeden z symboli Hiszpanii. Zaadaptowanie osła katalońskiego w tej roli zaproponowano w lokalnym czasopiśmie w Banyoles; propozycja spotkała się z poparciem Katalończyków, a osioł stał się popularnym symbolem, umieszczanym m.in. na zderzakach samochodów, koszulkach i innych gadżetach.